# Єзик Олександр Володимирович
Олександр Володимирович Єзик (8 грудня 1972) — український спортсмен з настільного тенісу. Учасник Літніх Паралімпійських ігор. Майстер спорту України міжнародного класу.

## З життєпису
Займається настільним тенісом у Харківському  регіональному центрах з фізичної культури і спорту інвалідів «Інваспорт». Народився в місті Ізюмі ( Харківська область). Користується інвалідним візком.
Двократний бронзовий призер Чемпіонату Європи 2013 року. Бронзовий призер Чемпіонату Європи 2015 року. Срібний призер Чемпіонату Світу 2017 року. Бронзовий призер Чемпіонату Європи 2023 року. Багаторазовий чемпіон України, чемпіон та призер Міжнародних турнирів 2011-2024 років.